# 201e régiment d'infanterie (France)
Pour les articles homonymes, voir 201e régiment.
Le 201e régiment d'infanterie (201e RI) est un régiment d'infanterie de l'Armée de terre française.
Une demi-brigade portant ce numéro est créé sous la Révolution, la 201e demi-brigade de première formation. Le 201e régiment d'infanterie est en 1914 avec les bataillons de réserve du 1er régiment d'infanterie. Dissous après la fin de la Première Guerre mondiale, le 201e RI est brièvement recréé en 1939-1940, au début de la Seconde Guerre mondiale.

## Création et différentes dénominations
- août 1914 : 201e régiment d'infanterie
- 1919 : dissolution
- 1939 : 201e régiment d'infanterie
- 1940 : dissolution

## Chefs de corps
- 5 août - 27 septembre 1914 : lieutenant-colonel Fonssagrives (1er bataillon du 201e RI, 2e bataillon du 284e RI).
- 28 septembre - 30 octobre 1914 : lieutenant-colonel de Nerciat.
- 9 novembre 1914 - 12 mars 1915 : lieutenant-colonel Baston.
- 14 mars 1915 -14 janvier 1917 : lieutenant-colonel Hebmann[1].
- 15 janvier 1917 - 13 février 1919 : lieutenant-colonel Mougin.

- 3 septembre 1939 - 22 juin 1940 (cessez-le-feu) : lieutenant-colonel Rougier[2].

## Historique des garnisons, combats et batailles du201eRI

### Première Guerre mondiale

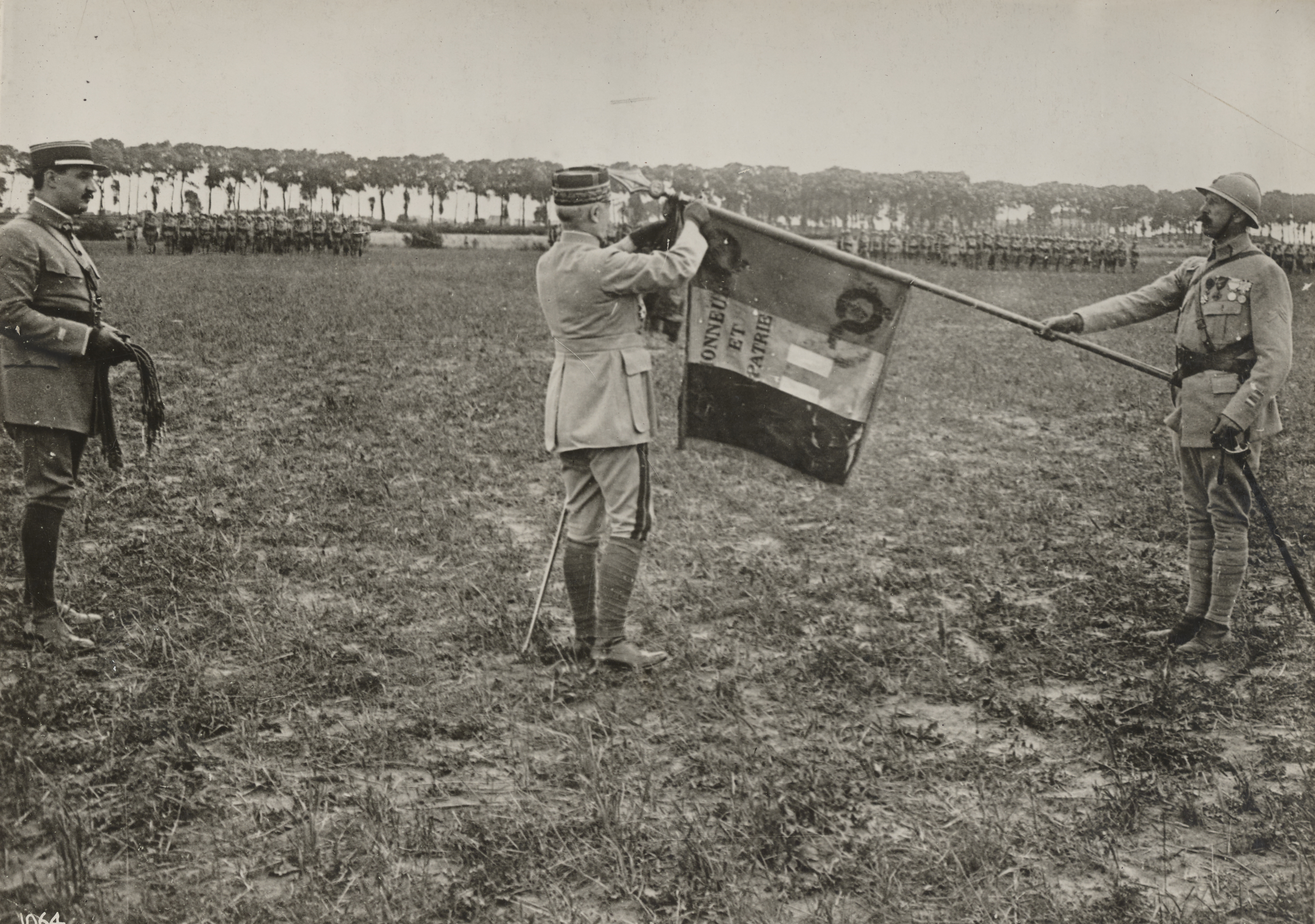
Le général Pétain décore le drapeau du le 14/08/1917 à Bergues.

#### Affectations
- 1re division d'infanterie de juin 1915 à novembre 1918.

#### 1914
Début de l'action le 9 août 1914, dans la zone de concentration du 1er C.A.
Le régiment compte 2 Bataillons :
- 5e Bataillon réuni aux 2 bataillons du 284e RI pour former un régiment de marche.
- 6e Bataillon assure en Belgique la garde des convois.

Premier accrochage : le 15 août 1914, le 1er C.A. est engagé sur la Meuse. Ce jour-là, le régiment de marche est en réserve.
Le 1er Corps est relevé par la 51e Division du Général Mangin ; ce dernier prend le 201 sous son commandement avec le 148e RI.
- Octobre 1914 : Berry-au-Bac, la Ferme du choléra.

#### 1915
- Février - mars 1915 : Moulin de Souain.
- Juin 1915 le 201e RI, à la suite du départ du 84e d'Infanterie (du 1er C.A.) pour Salonique, est amené à former une brigade avec son régiment d'active: le 1er RI.
- Création du 4e bataillon du 201e RI à partir d'un bataillon du 16e RI originaire de la région de Roanne.
- Septembre 1915 : Sapigneul.

#### 1916
- 28 et 29 février : Début d'engagement dans la Bataille de Verdun (6e Btn Secteur de Thiaumont 5e et 4e Btn Secteur de Froideterre et dans la redoute de Thiaumont).
- 9 mars : Violente défense à Douaumont.
- Relève du régiment le 12 mars.

Faisant allusion aux combats du 9 mars, le général Guillaumat, rendant hommage au régiment dit « Ce jour-là, le 201e a sauvé Verdun ».
- 21 et 22 avril, relève du 218e RI dans le secteur, paisible, de Paissy.
- 17 mai, le 201 est relevé par le 81e RI
- 24 juillet, cantonnement et manœuvres au camp de Crèvecœur, dans le département de la Marne.
- 12 août, mouvement vers le camp de Gressaire et le 19, le 6e Btn s'arrête à Maricourt et les 4e et 5e relèvent, à l'ouest de Maurepas, le 1er Régiment mixte de Zouaves et de Tirailleurs.
- 21 et 22 août, le 6e Btn monte en ligne avec les Britanniques à gauche. Le 23, le poste de secours du 5e Btn. reçoit un obus tuant le médecin aide-major Roshem et blesse l'abbé Liénart et le médecin auxiliaire Férot.
- Le 24 août, à 17 h 45 attaque des Btn. d'assaut vers les tranchées tenues par l'ennemi à l'ouest de Maurepas (Somme).
- Départ du secteur le 8 septembre ; le 13 septembre mouvement de 3 kilomètres vers Rancourt sous les mitrailleuses ennemis pour renforcer la 89e brigade. Le régiment sera relevé le 16 septembre et retourne à Hardecourt aux mains de la 1re DI.
- Le 30 septembre, le régiment est renforcé de 500 hommes dont 42 Sénégalais. Le régiment qui croit aller à Chantilly arrive le 3 septembre à Saint-Hilaire-au-Temple et s'installe à la ferme Navarin en pleine Champagne.
- La 1re division est modifiée et compte désormais les régiments d'infanterie suivants : 1er, 211, et 233. Les 43, 127 et 327 forment la 162e Division.

#### 1917
Le 15 février départ pour Saint-Germain-la-Ville (25 km de marche), arrivée à 15 heures ; mise en alerte du régiment à 18 heures et embarquement dans les camions vers Saint-Jean-sur-Tourbe. Engagement dans le secteur de Maisons-en-Champagne pour soutenir les 8e et 208e RI qui ont, sous le choc, perdu du terrain. Pour gagner les lignes, à partir de Minecourt, la progression est compliquée par le bombardement d'obus à gaz toxiques.
Après un important travail de préparation, la contre attaque est prévue pour le 25 février ; le régiment sera relevé juste avant.
8 mars, arrivée à Condé-en-Brie et prise du cantonnement en remplacement du 1er RI :
- 4e Btn Montigny-lès-Condé.
- 5e Btn Courboin et Confremeaux.
- 6e Btn Celles-lès-Condé.

Le chanteur Polin chante devant le régiment et pour la première fois la célèbre chanson "la Madelon". Le 201 a été ainsi le premier à entendre et à chanter la fameuse chanson, reprise depuis, jusqu'à nos jours, par tous les corps de troupes.
23 mars, Départ des cantonnements ; arrivée sur les lignes le 25 :
- 4e Btn Beaurieux.
- 5e Btn Goussancourt et les Grottes de Romain.
- 6e Btn Cuiry-lès-Chaudardes.

Les 4e et 6e Btn ont pour mission d'établir une tranchée dominant la vallée de la Craonnelle, au sud du Chemin des Dames.
Dans la nuit du 9 au 10 avril, le 4e Btn prend position dans les tranchées au sud-est de Craonne (Tranchées d'ouest en est : Belfort, Corbeil, Saget, Orléans) en relève du 73e RI.
Au nord de la tranchée de Belfort, se situe l’orgueilleuse tranchée du Balcon, tenue par l'ennemi. C'est le premier objectif. Au nord encore, et parallèle au Balcon : le Chemin des Dames. Entre Belfort et le Chemin des Dames, 800 à 900 mètres. Au milieu de ces 2 lignes : le "Ravin sans Nom".
Plus au nord du Chemin des Dames : la tranchée de la Sapinière.
À l'est du dispositif: le saillant du Jutland, tenu par l'adversaire.
À l'ouest : le plateau de Vauclerc.
16 avril, les 5e et 6e Btn rejoignent le 4e dans les tranchées de départ.
L'assaut est donné à 6 heures du matin par les 5e et 6e Btn. Le 4e est en réserve au pied du Jutland. Après une courte progression, les mitrailleuses ennemies du Balcon et du Jutland prennent le régiment dans un feu croisé meurtrier. Des éléments du 5e Btn. qui ont réussi à arriver au pied du Balcon se terrent.
Le médecin du 5e Btn. (le docteur Lebecq) est mortellement touché ; celui du 6e Btn. (le docteur Lorentz) est obligé de ramper pour porter secours aux blessés. Les hommes sont bloqués dans le « Ravin sans Nom ». La situation est critique. Elle sera débloquée grâce à l'action du 4e Btn., commandé par le capitaine Battet, qui traverse tout le champ de bataille, du Jutland au plateau de Vauclerc, pour infiltrer la tranchée du Balcon par l'ouest, à partir du plateau de Vauclerc. Par cette manœuvre le 4e Btn. permet au 6e et au 5e d'occuper la tranchée du Balcon.
Le 17, prise de la tranchée de la Sapinière puis, à la suite d'une contre-attaque, le régiment est rejeté à la tranchée du Balcon. La 23e compagnie, qui avait été au-delà de la Sapinière, perd tous ses officiers (blessés ou prisonniers) et le capitaine Battet est tué ; la consternation est totale.
Le régiment est relevé dans la nuit du 17 au 18 par le 33e RI, ses débris constituaient un bataillon de marche, emmené en camions jusqu'aux environs de Montmirail. Incorporation de la classe 17.
30 juin : transport vers Elsendamme en Belgique avec pour objectif de participer à l'offensive britannique pour libérer Ostende ; dans la nuit du 30 au 31 juillet : mise en place de l'attaque qui débutera à 3 h 30.
Relève le 6 août par le 8e RI ; 13 août : annonce de la remise de la Fourragère (Croix de Guerre ? ), tant de fois désirée, au drapeau du régiment.
Le 19 août, le Maréchal Douglas Haig remet des décorations britanniques à certains, en remerciements des services rendus.
Le 22 août : attaque en direction de la forêt de Houthulst en liaison avec l'armée anglaise. Fin des opérations le 28 octobre.
Défilé à Amiens le 15 décembre puis le 28 décembre le régiment se trouve en Seine-et-Marne à Crouy-sur-Ourcq.

#### 1918
Oise (mars à mai), Noyon, Crisolles, Tartefesse. Aisne (juin à juillet), Marne Grand Rosoy, combats de Plessier-Huleu, ferme Martinpré du 18 au 28 juillet, Alsace Suldekopf, (septembre à octobre), Roppe, Darney.

#### 1919
Dissous le 15 février 1919.

### Seconde Guerre mondiale
Formé le 10 septembre 1939 dans le secteur d'Arras sous les ordres du lieutenant-colonel Rougier composé de trois bataillons puis de la 13e compagnie de pionniers. Il appartient à la 51e division d'infanterie sous les ordres du général Boell, division qui est rattachée au 24e corps d'armée, au sein de la 3e armée.
La division combat en Lorraine lors de la bataille de France et est capturée le 22 juin.

## Traditions et uniformes

### Drapeau

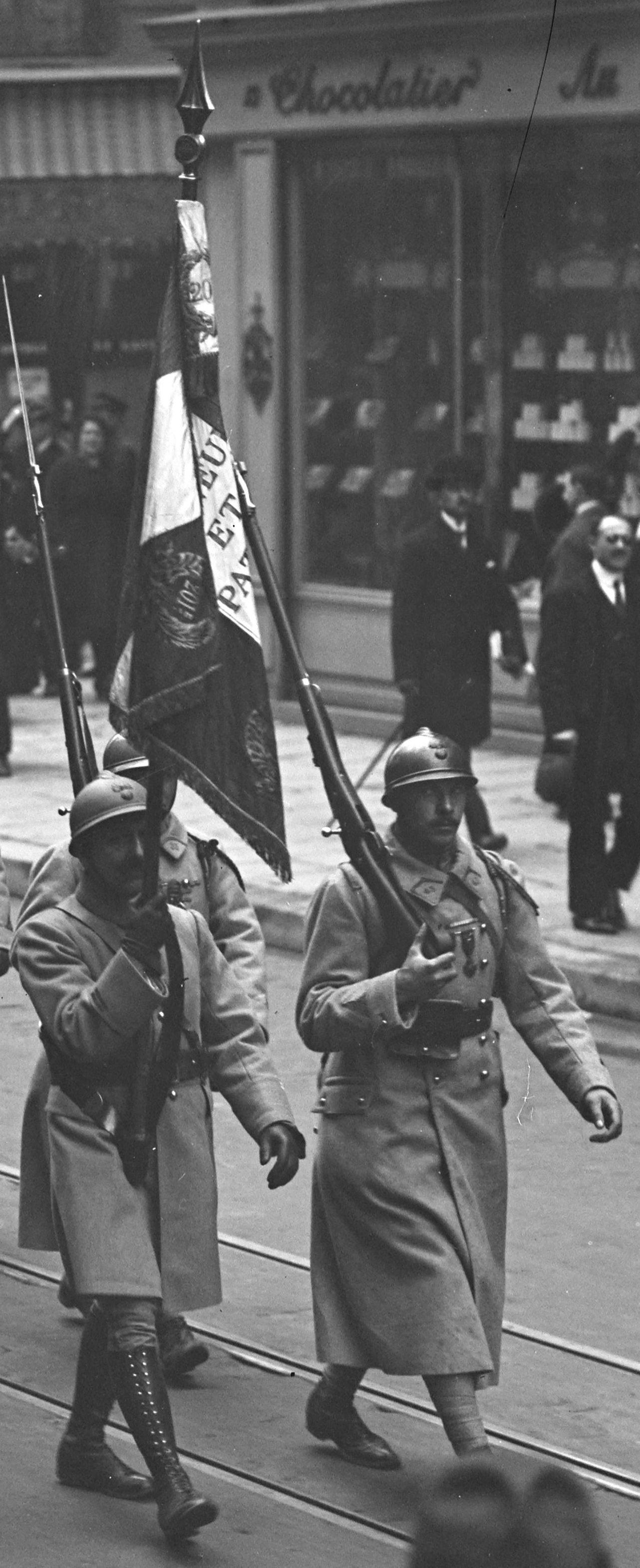
Le drapeau du défilé à Paris le 20/2/1922.

Il porte, cousues en lettres d'or dans ses plis, les inscriptions suivantes:
- La Somme 1916
- Flandres 1917
- L'Ourcq 1918

### Décorations décernées au régiment
Sa cravate est décorée de la croix de guerre 1914-1918 avec quatre citations à l'ordre de l'armée puis deux citations à l'ordre du corps d'armée.
Il a le droit au port de la fourragère aux couleurs du ruban de la médaille militaire.

### Insigne
L'insigne régimentaire est fabriqué par l'artisan Mellerio, dit Meller, en 1939-1940.
Écu crénelé argenté chargé d'un cœur émaillé rouge. Sur le cœur, le beffroi d'Arras et le lion des Flandres font référence à la ville de formation du régiment, Arras. En pointe, quatre souris font références à la devise écrite sur les portes d'Arras avant sa capture par les Français en 1640 : « quand les Français prendront Arras, les souris mangeront les chats ».

## Personnages célèbres ayant servi au201eRI
- Achille Liénart[6], aumônier militaire du 201e RI de 1915 à 1919, sera évêque de Lille de 1928 à 1968 et cardinal.
- Raymond Defosse (1897-1956), Compagnon de la Libération.

## Sources et bibliographie
- Archives militaires du Château de Vincennes.
- À partir du Recueil d'Historiques de l'Infanterie Française (Général Andolenko - Eurimprim 1969).
- Le 201e d'infanterie en campagne, 1914-1919, Paris, Jouve, 1919, 176 p., lire en ligne sur Gallica.